# Lazar Jovanović (calciatore 2006)
Lazar Jovanović (in serbo Лазар Јовановић?; Novi Sad, 30 novembre 2006) è un calciatore serbo, attaccante dello Stoccarda.

## Biografia
È figlio dell'ex calciatore Milan Jovanović.

## Carriera

### Club
È cresciuto nel settore giovanile del Vojvodina, con cui ha firmato il primo contratto professionistico il 28 dicembre del 2022. Ha debuttato in prima squadra il 30 luglio 2023 nell'incontro di Superliga perso 5-0 contro la Vojvodina. e l'8 marzo 2024 nella partita di campionato contro il Voždovac ha segnato il gol della vittoria nei minuti di recupero del secondo tempo portando la sua squadra sul 2-1.
Il 25 giugno 2024 è stato acquistato a titolo definitivo dalla Stella Rossa, con cui ha firmato per tre anni. Utilizzato con poca frequenza, nel febbraio del 2025 è passato in prestito all'OFK Belgrado.
L'8 luglio 2025 passa allo Stoccarda, firmando un contratto valido fino al 2029.

### Nazionale
Ha giocato con le nazionali giovanili serbe Under-17, Under-18, Under-19 ed Under-21.

## Statistiche

### Presenze e reti nei club
Statistiche aggiornate al 15 febbraio 2025.
| Stagione        | Squadra         | Campionato      | Campionato | Campionato | Coppe nazionali | Coppe nazionali | Coppe nazionali | Coppe continentali | Coppe continentali | Coppe continentali | Altre coppe | Altre coppe | Altre coppe | Totale | Totale | Totale |
| Stagione        | Squadra         | Comp            | Pres       | Reti       | Comp            | Pres            | Reti            | Comp               | Pres               | Reti               | Comp        | Pres        | Reti        | Pres   | Reti   |        |
| --------------- | --------------- | --------------- | ---------- | ---------- | --------------- | --------------- | --------------- | ------------------ | ------------------ | ------------------ | ----------- | ----------- | ----------- | ------ | ------ | ------ |
| 2023-2024       | Vojvodina       | SL              | 16         | 1          | CS              | 1               | 0               | UECL               | 0                  | 0                  | -           | -           | -           | 17     | 1      |        |
| 2024-feb. 2025  | Stella Rossa    | SL              | 5          | 1          | CS              | 0               | 0               | UCL                | 0                  | 0                  | -           | -           | -           | 5      | 1      |        |
| feb.-giu. 2025  | OFK Belgrado    | SL              | 4          | 2          | CS              | 0               | 0               | -                  | -                  | -                  | -           | -           | -           | 4      | 2      |        |
| Totale carriera | Totale carriera | Totale carriera | 25         | 4          |                 | 1               | 0               |                    | 0                  | 0                  |             | -           | -           | 26     | 4      |        |